# Władysław Nikiciuk
Władysław Nikiciuk (ur. 9 marca 1940 w Dziewiątkach pow. Wołkowysk) – polski lekkoatleta, oszczepnik, medalista mistrzostw Europy i olimpijczyk. Absolwent warszawskiej AWF.

## Kariera
Był głównym rywalem Janusza Sidły w latach 60. XX w. Dwukrotnie startował w igrzyskach olimpijskich: w Tokio w 1964 był dziewiąty (73,11), a w Meksyku w 1968 uplasował się tuż za podium zajmując 4. miejsce i uzyskując wynik 85,70.
Czterokrotnie startował w mistrzostwach Europy zdobywając dwa medale. W Belgradzie w 1962 zdobył brązowy medal, a w Budapeszcie w 1966 srebrny. W Atenach w 1969 był ósmy, a w Helsinkach w 1971 siódmy.
Siedem razy zdobywał mistrzostwo Polski: 1961, 1964, 1967, 1968, 1970, 1971 i 1973. Rekordzista kraju w rzucie oszczepem - wynik 86,10 (23 czerwca 1968, Saarijärvi) jest także rekordem życiowym zawodnika. W 1959 roku ustanowił rekord świata juniorów - 79,12 (12 lipca, Kraków). W 1969 został mistrzem Wielkiej Brytanii (AAA Championships).
Był zawodnikiem kolejno: Spójni Białystok, Jagiellonii Białystok, AZS Warszawa, Wybrzeża Gdańsk, Gwardii Warszawa.

## 10 najlepszych wyników
| Wynik | Data                 | Miejsce      |
| ----- | -------------------- | ------------ |
| 86,10 | 23 czerwca 1968      | Saarijärvi   |
| 85,72 | 12 września 1968     | Zielona Góra |
| 85,70 | 16 października 1968 | Meksyk       |
| 85,08 | 2 sierpnia 1969      | Londyn       |
| 84,89 | 23 sierpnia 1964     | Warszawa     |
| 84,54 | 19 czerwca 1968      | Tampere      |
| 84,49 | 19 lipca 1964        | Warszawa     |
| 84,28 | 24 maja 1969         | Zabrze       |
| 83,88 | 20 czerwca 1971      | Warszawa     |
| 83,78 | 1 sierpnia 1971      | Bratysława   |

## Życie prywatne
Po zakończeniu kariery został trenerem. Jego syn – Bartosz Nikiciuk w latach 90 XX wieku również uprawiał rzut oszczepem.